# Fundación Indalecio Prieto

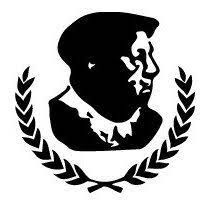
Logo Fundación Indalecio Prieto

La Fundación Indalecio Prieto es una fundación cultural privada creada en 1987 por Concha Prieto, hija del histórico político socialista. La dotación inicial de la fundación se constituyó con el edificio de El Liberal de Bilbao, recuperado de la confiscación franquista, junto con la propiedad intelectual de las obras de Indalecio Prieto, así como con su documentación política, recuerdos y objetos personales. Está gobernada por un Patronato presidido por Alonso Puerta, y en el que el presidente de honor fue Nicolás Redondo hasta su fallecimiento.Entre 2001 y 2007 tuvo como Secretario a Adolfo de Luxán Meléndez.

## Archivo de la Fundación Indalecio Prieto
Una de las principales acciones que desempeña la fundación es la custodia de importante documentación relativa al socialismo español. Entre sus fondos documentales, destaca el archivo político de Indalecio Prieto, el de Rodolfo Llopis y el de Víctor Salazar. Es un archivo especializado en la historia de la II República, la guerra civil española, en la represión franquista y en el exilio republicano. Desde 2013 el Archivo se ubica en el complejo de la Universidad de Alcalá denominado Archivos del Movimiento Obrero, junto con la Fundación Pablo Iglesias y la Fundación Francisco Largo Caballero.

## Publicaciones
Destacan los libros:
- Prieto I. De mi vida... recuerdos, estampas, siluetas, sombras (IV). Madrid: Fundación Indalecio Prieto; 2004. ISBN 84-609-2804-7
- VVAA. Indalecio Prieto y los enlaces ferroviarios de Madrid. Madrid: Fundación Indalecio Prieto; 2013.
- Velarde Fuertes J, Puerta AJ, Sala González L, García Pérez A. Indalecio Prieto ministro de hacienda. Madrid: Ministerio de Hacienda y Administraciones Públicas, Fundación Indalecio Prieto; 2015. ISBN 978-84-476-0785-3
- Paredes Naves MC, Argüelles Crespo A (comisarios). Indalecio Prieto y Asturias. Oviedo: Gobierno del Principado de Asturias, Fundación Municipal de Cultura de Oviedo, Fundación Indalecio Prieto; 2016.